# Adamstown Rosebud FC
Adamstown Rosebud FC – australijski klub piłkarski z siedzibą w dzielnicy Adamstown, znajdującej się na przedmieściach miasta Newcastle. Klub w latach 1984 - 1986 występował w krajowej lidze National Soccer League (NSL), dzięki przejęciu licencji od klubu Newcastle KB United, który w roku 1984 został rozwiązany. W NSL zespół występował jako Newcastle Rosebud United. Obecnie klub gra w lidze National Premier Leagues NSW.

## Osiągnięcia
- Zdobywca NSL Cup (1): 1984;
- Mistrz NewFM Football League (1): 2008.

## Statystyka spotkań w NSL[1]
| Sezony | Mecze | Wygrane | Zremisowane | Przegrane | Bramki   | Punkty |
| ------ | ----- | ------- | ----------- | --------- | -------- | ------ |
| 3      | 72    | 24      | 14          | 34        | 91 - 130 | 62     |